# 小川博司 (アニメーター)
小川 博司（おがわ ひろし、1950年〈昭和25年〉もしくは1951年〈昭和26年〉 - 2013年〈平成25年〉8月7日）は、日本の男性アニメーター、キャラクターデザイナー。

## 来歴・人物
1976年、専門学校東京デザイナー学院（現：専門学校東京クールジャパン）を卒業後、土田プロダクションに入社。1986年に同プロダクションが解散した後は、スタジオ501を設立した。その後、1987年から1988年までパシフィックアニメーションコーポレーションに所属した後、1989年からはフリーランスでシンエイ動画制作作品を中心に活動していた。2006年からは京都精華大学マンガ学部アニメーション学科の教授にも就任している。
『クレヨンしんちゃん』では開始当初から作画監督（チーフ）を務めており、1995年のスペシャル「シロもけっこう大変だゾ」では脚本・絵コンテ・作画監督の三役を兼任した。その後も参加を続けたが2007年7月頃を以って降板し、同作はそれ以後作画監督（チーフ）が不在となる。なお小川本人は、2012年10月にキャラクターデザインとして再登板している。
ごくまれに、本名の平仮名おがわ ひろし名義での活動もあった。
2013年8月7日午前9時20分、胃がんのため死去。62歳没。『クレヨンしんちゃん』では現在でも、小川の名がクレジットされている。

## 参加作品

### テレビアニメ
1973年
- ジャングル黒べえ（動画）

1976年
- ドカベン（1976年 - 1979年、原画）

1977年
- 野球狂の詩（1977年 - 1979年、原画）

1980年
- おじゃまんが山田くん（1980年 - 1982年、絵コンテ・原画）

1982年
- さすがの猿飛（1982年 - 1984年、作画監督）

1983年
- スプーンおばさん（1983年 - 1984年、作画監督）

1984年
- ルパン三世 PARTIII（1984年 - 1985年、絵コンテ・演出・作画監督）

1985年
- サンダーキャッツ（作画監督）（日米合作、日本未放送）

1986年
- 青春アニメ全集（キャラクターデザイン・作画監督）
- めぞん一刻（1986年 - 1988年、作画監督）

1987年
- 新メイプルタウン物語 パームタウン編（作画監督）

1989年
- チップとデールの大作戦（1989年 - 1990年、アニメーション・ディレクター）

1990年
- ガタピシ（1990年 - 1991年、キャラクターデザイン・総作画監督・演出）

1991年
- どろろんぱっ!（キャラクターデザイン・総作画監督・原画・絵コンテ・演出）
- 21エモン（1991年 - 1992年、作画監督・原画）

1992年
- クレヨンしんちゃん（1992年 - 2007年・2012年 - 、キャラクターデザイン（旧・総作画監督）・作画監督・脚本・絵コンテ）

1997年
- 忍ペンまん丸（1997年 - 1998年、OP原画） ※小川博と誤表記

1998年
- おじゃる丸（1998年 - 1999年、絵コンテ） ※おがわひろし名義

1999年
- モアモア（総作画監督・絵コンテ） ※おがわひろし名義

2001年
- おとぎストーリー 天使のしっぽ（演出）※小川ひろし名義
- ののちゃん（2001年 - 2002年、キャラクターデザイン） ※おがわひろし名義

2005年
- こてんこてんこ （2005年 - 2006年、ED原画）

2006年
- ぜんまいざむらい（2006年 - 2010年、絵コンテ・作画監督）※おがわひろし名義

### 劇場アニメ
1988年
- 火垂るの墓（原画）

1993年
- クレヨンしんちゃん アクション仮面VSハイグレ魔王（キャラクターデザイン）

2002年
- 劇場版ポケットモンスター 水の都の護神 ラティアスとラティオス（原画）※小川ひろし名義

2005年
- あらしのよるに（原画）

### その他
- みんなのうた 『それがボクのおとうさん』 （作画、1997年2月 - 3月放送）
- クレヨンしんちゃんカレンダー （イラスト） ※おがわひろし名義
- 「となりのののちゃん」（東京創元社） ※（いしいひさいちと共著）おがわひろし名義